# Ivanča
Ivanča (Servisch cyrillisch Иванча) is een plaats in de Servische gemeente Novi Pazar. De plaats telt 813 inwoners (2002).